# Marquinho
Marquinho là một đô thị thuộc bang Paraná, Brasil. Đô thị này có diện tích 511,147 km², dân số năm 2007 là 5300 người, mật độ 11 người/km².